# Чемпіонат світу з хокею із шайбою 2023 (дивізіон II)
Чемпіонат світу з хокею із шайбою 2023 (дивізіон II) — чемпіонат світу з хокею із шайбою, який проходив у двох групах. Представники групи А зіграли в Іспанії 16 — 22 квітня 2023 року, а групи В в Туреччині 17 — 23 квітня.

## Група А

### Учасники
| Збірна    | Результати попередніх турнірів     |
| --------- | ---------------------------------- |
| Австралія | 3-є місце Дивізіон II A в 2019.    |
| Хорватія  | 3-є місце Дивізіон II A.           |
| Іспанія   | Господар, 4-е місце Дивізіон II A. |
| Ісландія  | 1-е місце Дивізіон II B.           |
| Ізраїль   | 5-е місце Дивізіон II А.           |
| Грузія    | 2-е місце Дивізіон II B.           |

### Таблиця
| Поз | Команда     | М | В | ВО | ПО | П | ГЗ | ГП | Різ | О  | Кваліфікація або пониження |
| --- | ----------- | - | - | -- | -- | - | -- | -- | --- | -- | -------------------------- |
| 1   | Іспанія (H) | 5 | 5 | 0  | 0  | 0 | 30 | 9  | +21 | 15 | Дивізіон I B               |
| 2   | Грузія      | 5 | 4 | 0  | 0  | 1 | 20 | 8  | +12 | 12 | Дивізіон II B              |
| 3   | Хорватія    | 5 | 3 | 0  | 0  | 2 | 26 | 19 | +7  | 9  |                            |
| 4   | Австралія   | 5 | 1 | 0  | 0  | 4 | 16 | 22 | −6  | 3  |                            |
| 5   | Ізраїль     | 5 | 1 | 0  | 0  | 4 | 14 | 37 | −23 | 3  |                            |
| 6   | Ісландія    | 5 | 1 | 0  | 0  | 4 | 14 | 26 | −12 | 3  |                            |

### Результати
| Дата       | Команда   | Рахунок | Команда   |
| ---------- | --------- | ------- | --------- |
| 16.04.2023 | Грузія    | 4 : 1   | Ісландія  |
| 16.04.2023 | Австралія | 4 : 6   | Хорватія  |
| 16.04.2023 | Іспанія   | 8 : 2   | Ізраїль   |
| 17.04.2023 | Хорватія  | 6 : 2   | Ісландія  |
| 17.04.2023 | Ізраїль   | 3 : 7   | Грузія    |
| 17.04.2023 | Іспанія   | 8 : 1   | Австралія |
| 19.04.2023 | Хорватія  | 12 : 1  | Ізраїль   |
| 19.04.2023 | Австралія | 2 : 4   | Ісландія  |
| 19.04.2023 | Іспанія   | 2 : 0   | Грузія    |
| 21.04.2023 | Ізраїль   | 1 : 7   | Австралія |
| 21.04.2023 | Грузія    | 6 : 0   | Хорватія  |
| 21.04.2023 | Ісландія  | 4 : 7   | Іспанія   |
| 22.04.2023 | Австралія | 2 : 3   | Грузія    |
| 22.04.2023 | Ісландія  | 3 : 7   | Ізраїль   |
| 22.04.2023 | Хорватія  | 2 : 5   | Іспанія   |

### Нагороди
Найкращі гравці, обрані дирекцією ІІХФ.
- Найкращий воротар:  Рауль Барбо
- Найкращий захисник:  Бруно Балдріс
- Найкращий нападник:  Борна Рендулич

## Група В

### Учасники
| Збірна                     | Кваліфікація                        |
| -------------------------- | ----------------------------------- |
| Нова Зеландія              | 3-є місце Дивізіон II B 2019.       |
| Бельгія                    | 3-є місце Дивізіон II B 2022.       |
| Болгарія                   | 4-е місце Дивізіон II B 2022.       |
| Об'єднані Арабські Емірати | 1-е місце Дивізіон III A.           |
| Мексика                    | 5-е місце Дивізіон II B 2022.       |
| Туреччина                  | Господар, 2-е місце Дивізіон III A. |

### Таблиця
| Поз | Команда                    | М | В | ВО | ПО | П | ГЗ | ГП | Різ | О  | Кваліфікація або пониження |
| --- | -------------------------- | - | - | -- | -- | - | -- | -- | --- | -- | -------------------------- |
| 1   | Об'єднані Арабські Емірати | 5 | 5 | 0  | 0  | 0 | 35 | 10 | +25 | 15 | Дивізіон II A              |
| 2   | Бельгія                    | 5 | 4 | 0  | 0  | 1 | 33 | 10 | +23 | 12 |                            |
| 3   | Болгарія                   | 5 | 3 | 0  | 0  | 2 | 19 | 20 | −1  | 9  |                            |
| 4   | Нова Зеландія              | 5 | 2 | 0  | 0  | 3 | 15 | 22 | −7  | 6  |                            |
| 5   | Туреччина (H)              | 5 | 1 | 0  | 0  | 4 | 12 | 26 | −14 | 3  |                            |
| 6   | Мексика                    | 5 | 0 | 0  | 0  | 5 | 10 | 36 | −26 | 0  | Дивізіон III A             |

### Результати
| Дата       | Команда       | Рахунок | Команда                    |
| ---------- | ------------- | ------- | -------------------------- |
| 17.04.2023 | Нова Зеландія | 1 : 4   | Бельгія                    |
| 17.04.2023 | Болгарія      | 4 : 2   | Мексика                    |
| 17.04.2023 | Туреччина     | 0 : 8   | Об'єднані Арабські Емірати |
| 18.04.2023 | Болгарія      | 7 : 2   | Нова Зеландія              |
| 18.04.2023 | Бельгія       | 3 : 4   | Об'єднані Арабські Емірати |
| 18.04.2023 | Мексика       | 0 : 5   | Туреччина                  |
| 20.04.2023 | Нова Зеландія | 1 : 7   | Об'єднані Арабські Емірати |
| 20.04.2023 | Бельгія       | 11 : 2  | Мексика                    |
| 20.04.2023 | Болгарія      | 5 : 3   | Туреччина                  |
| 21.04.2023 | Мексика       | 2 : 7   | Нова Зеландія              |
| 21.04.2023 | ОАЕ           | 7 : 2   | Болгарія                   |
| 21.04.2023 | Туреччина     | 2 : 9   | Бельгія                    |
| 23.04.2023 | ОАЕ           | 9 : 4   | Мексика                    |
| 23.04.2023 | Бельгія       | 6 : 1   | Болгарія                   |
| 23.04.2023 | Нова Зеландія | 4 : 2   | Туреччина                  |

### Нагороди
Найкращі гравці, обрані дирекцією ІІХФ.
- Найкращий воротар:  Мате Томленович
- Найкращий захисник:  Вадим Гісбрегс
- Найкращий нападник:  Максим Захарау